# Reichskommissariat Ural
Il Reichkommissariat Ural era un progetto del Terzo Reich mai realizzato, visto la fine dell'avanzata tedesca nell'operazione Barbarossa. Sarebbe servito per consolidare le posizioni con l'Unione Sovietica spinta oltre gli Urali.

## Estensione
Il Reichkommissariat Ural doveva comprendere la parte centrale e meridionale degli Urali.